# Río Negro (Urugvaj)
Río Negro je rijeka u Brazilu i Urugvaju. Rijeka izvire u južnim brdima Brazila, nedaleko od grada brazilskog grada Bagé, te nakon kratkog vodotoka utječe u Urugvaj. Rijeka u Urugvaju protječe kroz cijelu državu te je dijeli na sjeverni i južni dio. Glavne pritoke rijeke Urugvaj su rijeka Yí i Tacuarembó. Rijeka je duga 750km, te se ulijeva u rijeku Urugvaj. Najveća je i najvažnija rijeka u Urugvaju.